# محمدهادی عبدخدایی
محمدهادی عبدخدایی (زادهٔ ۱۳۱۷ در مشهد) سیاستمدار و استاد فلسفه و علوم دینی اهل ایران است. پدر وی، غلامحسین تبریزی از علمای دینی بود. او دارای مدرک دکترای فلسفه از دانشگاه تهران و اجتهاد از حوزه‌های علمیه مشهد و قم است.
وی در انتخابات سال ۱۳۹۴ مجلس خبرگان رهبری به نمایندگی از استان خراسان رضوی برگزیده شد.

## آثار

### تألیف
- اخلاق پزشکی

### مقاله
- فروغ حق در نهج البلاغه
- تقوای سیاسی در نهج البلاغه
- قاعده لاضرر و بهداشت محیط
- نظام مالی در حکومت اسلامی
- دین، مدرنیسم و پست مدرنیسم

و مقالات متعدد فارسی، انگلیسی و ایتالیائی در مجلات داخلی و خارجی و کنگره‌های بین‌المللی 

## سمت‌ها
- نماینده سه دوره مجلس شورای اسلامی (رئیس کمیسیون فرهنگی و آموزش عالی مجلس شورای اسلامی|کمیسیون فرهنگی و آموزش عالی)
- عضو هیئت امناء دانشگاه فردوسی، بیرجند و سبزوار
- استادیار دانشگاه فردوسی
- مدیر گروه سابق ادیان و عرفان و مبانی تشیع
- عضو شورای عالی انقلاب فرهنگی

سفیر ایران در واتیکان
نماینده مجلس شورای اسلامی
مدیر مدرسه علمیه

## انتخابات مجلس خبرگان رهبری
عبدخدایی نامزد پنجمین دوره انتخابات مجلس خبرگان رهبری در استان خراسان رضوی بود. او در این انتخابات، مورد حمایت جامعتین، خبرگان مردم و لیست امید قرار گرفت.
| انتخابات مجلس خبرگان رهبری (۱۳۹۴)حوزه انتخابیه خراسان رضوی | انتخابات مجلس خبرگان رهبری (۱۳۹۴)حوزه انتخابیه خراسان رضوی | انتخابات مجلس خبرگان رهبری (۱۳۹۴)حوزه انتخابیه خراسان رضوی | انتخابات مجلس خبرگان رهبری (۱۳۹۴)حوزه انتخابیه خراسان رضوی | انتخابات مجلس خبرگان رهبری (۱۳۹۴)حوزه انتخابیه خراسان رضوی | انتخابات مجلس خبرگان رهبری (۱۳۹۴)حوزه انتخابیه خراسان رضوی | انتخابات مجلس خبرگان رهبری (۱۳۹۴)حوزه انتخابیه خراسان رضوی | انتخابات مجلس خبرگان رهبری (۱۳۹۴)حوزه انتخابیه خراسان رضوی |
| ر                                                          | نامزدان                                                    | فهرست‌های انتخاباتی                                         | فهرست‌های انتخاباتی                                         | فهرست‌های انتخاباتی                                         | فهرست‌های انتخاباتی                                         | میزان رأی                                                  | درصد                                                       |
| ر                                                          | نامزدان                                                    | جامعه روحانیت                                              | جامعه مدرسین                                               | خبرگان مردم                                                | لیست امید                                                  | میزان رأی                                                  | درصد                                                       |
| ---------------------------------------------------------- | ---------------------------------------------------------- | ---------------------------------------------------------- | ---------------------------------------------------------- | ---------------------------------------------------------- | ---------------------------------------------------------- | ---------------------------------------------------------- | ---------------------------------------------------------- |
| ۱                                                          | سید محمود هاشمی شاهرودی                                    | آری                                                        | آری                                                        |                                                            |                                                            | ۱٬۴۹۹٬۱۰۹                                                  | ۵۳٫۹۱                                                      |
| ۲                                                          | حسن عالمی                                                  | آری                                                        | آری                                                        | آری                                                        | آری                                                        | ۱٬۲۸۵٬۹۹۰                                                  | ۴۶٫۲۴                                                      |
| ۳                                                          | سید احمد علم‌الهدی                                          | آری                                                        | آری                                                        |                                                            |                                                            | ۱٬۲۳۵٬۵۶۵                                                  | ۴۴٫۴۳                                                      |
| ۴                                                          | سید احمد حسینی                                             | آری                                                        | آری                                                        | آری                                                        | آری                                                        | ۱٬۱۸۰٬۲۴۹                                                  | ۴۲٫۴۴                                                      |
| ۵                                                          | سید مجتبی حسینی                                            | آری                                                        | آری                                                        |                                                            |                                                            | ۸۹۷٬۰۲۸                                                    | ۳۲٫۲۵                                                      |
| ۶                                                          | محمدهادی عبدخدایی                                          | آری                                                        | آری                                                        | آری                                                        | آری                                                        | ۸۷۳٬۱۴۳                                                    | ۳۱٫۴۰                                                      |
| ۷                                                          | سید محمد سعیدی گلپایگانی                                   | آری                                                        | آری                                                        |                                                            |                                                            | ۷۲۸٬۸۹۴                                                    | ۲۶٫۲۱                                                      |
| ۸                                                          | علی قربانی                                                 |                                                            |                                                            |                                                            | آری                                                        | ۶۸۱٬۱۳۱                                                    | ۲۴٫۴۹                                                      |
| ۹                                                          | سید محمود مدنی بجستانی                                     |                                                            |                                                            | آری                                                        | آری                                                        | ۶۷۵٬۸۰۹                                                    | ۲۴٫۳۰                                                      |
| ۱۰                                                         | محمدمهدی عباسی آغوی                                        |                                                            |                                                            |                                                            |                                                            | ۱۳۲٬۵۸۶                                                    | ۴٫۷۶                                                       |
| مجموع آراء مأخوذه                                          | مجموع آراء مأخوذه                                          | مجموع آراء مأخوذه                                          | مجموع آراء مأخوذه                                          | مجموع آراء مأخوذه                                          | مجموع آراء مأخوذه                                          | ۲٬۷۸۰٬۶۳۹                                                  | ۲٬۷۸۰٬۶۳۹                                                  |

## تاریخچه انتخاباتی
| سال  | انتخابات                  | تعداد آراء | درصد  | رتبه  | نتیجه              |
| ---- | ------------------------- | ---------- | ----- | ----- | ------------------ |
| ۱۳۵۸ | مجلس شورای اسلامی         | ۲۶۰٬۷۳۲    | ۶۹٫۸٪ | اول   | پیروزی             |
| ۱۳۶۳ | مجلس شورای اسلامی         | ؟          | ؟     | پنجم  | راهیابی به دور دوم |
| ۱۳۶۳ | دور دوم مجلس شورای اسلامی | ۱۴۸٬۵۸۲    | ۵۱٫۷٪ | دوم   | پیروزی             |
| ۱۳۷۱ | مجلس شورای اسلامی         | ؟          | ؟     | پنجم  | راهیابی به دور دوم |
| ۱۳۷۱ | دور دوم مجلس شورای اسلامی | ۱۵۰٬۴۱۷    | ۴۴٫۲٪ | چهارم | پیروزی             |
| ۱۳۹۴ | مجلس خبرگان رهبری         | ۸۷۳٬۱۴۳    | ۳۱٫۴٪ | ششم   | پیروزی             |